# Кривопаланечка българска община
Паланечката българска община е гражданско-църковно сдружение на българите екзархисти в град Крива паланка.

## История
В XIX век Крива паланка е български град с добре развито занаятчийство и с търговски връзки с по-главните панаири в Македония и Тракия – Серския, Горноджумайския, Неврокопския, Узунджовския. Православната община е създадена в 1833 година. През 1845 година в Крива паланка е построена нова българска църква, а в двора ѝ българско училище. През 1868 година официално е създадена Кривопаланечката българска община. Още преди създаването на Екзархията водачът на българската партия в града поп Апостол изхвърля от службата името на скопския владика Паисий и го заменя с българския синод. Обявяването на фермана за екзархията в 1870 година става тържествено на празника на Свети Четиридесет мъченици. Първият скопски екзархийски владика Доротей е посрещнат в Паланка необикновено тържествено.
Българското читалище „Зора“ в града е основано през 1868 година.
Между 1864 и 1886 година учител в градчето е Димитър Давидов. Освен него учители в Паланка са Хаджи поп Стоян, даскал Стефчо Кратовски, свещеник Иван Кратовски, свещеник иконом Георги Паланецки, Андон Хранов, даскал Филотей, Аверкий Попстоянов, Даскал Теодоси и Димитър Любенов. През 1872 година Ковачкият еснаф основава отделно девическо училище с учителка Султана Танева от Велес, наследена след това от Станислава Караиванова.
До Руско-турската война Крива паланка е част от Кюстендилска епархия, но тъй като след войната остава в Османската империя е присъединена към Скопска. Към 1886 година председател на общината е иконом поп Георги, а членове са Арсо Якимов, Максим Натев, Ване Ангелков, Андон Димишев, А. Тотев и Цено Колев.